# Крутые Пески
Круты́е пески́ (до 1965 Кисличанская Балка) — Остановочный пункт Северо-Кавказской железной дороги, расположена в Светлограде, микрорайон Кисличие, Ставропольский край, Россия.

## История
Станция проектировалась ещё в 1912 году. Ветку на Благодарный начали строить в 1917 году, но в связи с гражданской войной ветка была отстроена только в 1928 году. При строительстве путей были использованы рельсы с участка Армавир — Ставрополь.

## География
Станция находится недалеко от песчаного карьера, откуда вероятно и взялось современное название.